# Prima Lega 1939-1940 (calcio)
La Prima Lega 1939-1940 è stata la 38ª edizione del campionato svizzero di calcio di Prima Lega (seconda divisione). Questa stagione fu la prima durante il periodo dello scoppio della Seconda Guerra Mondiale, e la Svizzera, anche se resterá neutrale, vide le sue squadre subire le cause e quindi i problemi della mobilitazione.
Le squadre partecipanti erano 24, suddivise in cinque gironi a carattere regionale. La squadra vincitrice è stata il Basilea. Non ci furono promozioni e retrocessioni.

## Stagione

### Novità
Dalla Lega Nazionale 1938-1939 è stato retrocesso in Prima Lega 1939-1940 il Basilea. Dalla Prima Leaga 1938-1939 è stato promosso in Lega Nazionale 1939-1940 il San Gallo. Dalla Prima Leaga 1938-1939 sono state retrocesse in Seconda Lega 1939-1940 il Kreuzlingen, il Winterthur e il Concordia Yverdon. Dalla Seconda Lega 1938-1939 sono state promosse in Prima Lega 1939-1940 il Bienne-Boujean, l'Étoile-Sporting e lo Zugo.

### Formula
A causa dello scoppio della Seconda Guerra Mondiale avvenuto il primo settembre del 1939, la Svizzera si trovò in uno stato di "mobilitazione" e anche i campionati di calcio subirono questa situazione. Il torneo avrebbe dovuto cominciare il 2 settembre 1939 con la formula uguale all'anno precedente ed i calendari già erano stati sorteggiati. Il torneo venne sospeso e rinviato ed ebbe inizio il 22 ottobre del 1939 con una nuova formula. Le 24 squadre che partecipavano al torneo di Prima Lega furono divise in cinque gruppi con criterio di vicinanza: il primo gruppo formato da 6 squadre, il secondo, il terzo e il quarto gruppo formato da cinque squadre ciascuno e l'ultimo gruppo formato da 3 squadre. Il primo gruppo adottò il sistema di girone all'italiana con partite di andata e ritorno. I restanti gruppi oltre ad adottare un sistema di partite di andata e ritorno, aggiunsero un'ulteriore turno di sola andata. Le squadre vincitrici del primo e secondo gruppo si affrontarono in gare ad eliminazione diretta di andata e ritorno. Le restanti tre squadre dei rimanenti tre gruppi si affrontarono in un girone composto da tre squadre e si affrontarono in partite di andata e ritorno. Le due squadre che risultarono vincitrici di questi incontri si affrontarono in una finale con partite di andata e ritorno. Non ci furono retrocessioni.

## Primo Girone

### Squadre partecipanti
| Club               | Stagione | Città    | Stadio                    | Stagione precedente                          |
| ------------------ | -------- | -------- | ------------------------- | -------------------------------------------- |
| Dopolavoro Ginevra | dettagli | Ginevra  | Stade de Malagnou         | 5ª nel Gruppo Ovest in Prima Lega 1938-1939  |
| Forward            | dettagli | Morges   | Parc des Sports de Morges | 6ª nel Gruppo Ovest in Prima Lega 1938-1939  |
| Monthey            | dettagli | Monthey  | Stadio                    | 7ª nel Gruppo Ovest in Prima Lega 1938-1939  |
| Montreux-Sports    | dettagli | Montreux | Stade De Chally           | 9ª nel Gruppo Ovest in Prima Lega 1938-1939  |
| Urania Ginevra     | dettagli | Ginevra  | Stade Frontenex           | 2ª nel Gruppo Ovest in Prima Lega 1938-1939  |
| Vevey              | dettagli | Vevey    | Stade De Copet            | 11ª nel Gruppo Ovest in Prima Lega 1938-1939 |

### Classifica finale
|  | Pos. | Squadra            | Pt | G  | V | N | P | GF | GS | DR  |
|  | ---- | ------------------ | -- | -- | - | - | - | -- | -- | --- |
|  | 1.   | Vevey              | 18 | 10 | 9 | 0 | 1 | 39 | 13 | +26 |
|  | 2.   | Urania Ginevra     | 14 | 10 | 7 | 0 | 3 | 31 | 18 | +13 |
|  | 3.   | Dopolavoro Ginevra | 11 | 10 | 5 | 1 | 4 | 29 | 26 | +3  |
|  | 4.   | Monthey            | 8  | 10 | 3 | 2 | 5 | 18 | 25 | -7  |
|  | 5.   | Forward Morges     | 7  | 10 | 3 | 1 | 6 | 20 | 20 | 0   |
|  | 6.   | Montreux-Sports    | 2  | 10 | 0 | 2 | 8 | 8  | 43 | -35 |

Legenda:

      Ammesso alla fase finale.
Note:

Due punti a vittoria, uno a pareggio, zero a sconfitta.

#### Risultati

##### Tabellone
|                    | DOP  | FOR  | MOY  | MOX  | URA  | VEV  |
| ------------------ | ---- | ---- | ---- | ---- | ---- | ---- |
| Dopolavoro Ginevra | –––– | 4-2  | 2-2  | 4-2  | 1-2  | 4-2  |
| Forward            | 3-0  | –––– | 2-1  | 6-0  | 2-3  | 0-3  |
| Monthey            | 3-4  | 2-1  | –––– | 5-0  | 2-1  | 0-6  |
| Montreux           | 1-6  | 2-2  | 0-0  | –––– | 0-2  | 1-2  |
| Urania Ginevra     | 6-2  | 3-1  | 5-2  | 6-2  | –––– | 2-3  |
| Vevey              | 4-2  | 2-1  | 4-1  | 10-1 | 3-1  | –––– |

##### Calendario
| Andata (1ª) | Andata (1ª) | Prima giornata          | Ritorno (6ª) | Ritorno (6ª) |
|             |             |                         |              |              |
| 22 ott.     | 5-0         | Monthey-Montreux-Sports | 0-0          | 20 gen.      |
| 22 ott.     | 3-1         | Vevey-Urania            | 3-2          | 25 feb.      |
| 22 ott.     | 3-0         | Forward-Dopolavoro      | 2-4          | 20 gen.      |

| Andata (2ª) | Andata (2ª) | Seconda giornata | Ritorno (13ª) | Ritorno (13ª) |  |
|             |             |                  |               |               |  |
| 19 nov.     | 4-2         | Dopolavoro-Vevey | 2-4           | 3 mar.        |  |
| 19 nov.     | 2-1         | Monthey-Forward  | 1-2           | 3 mar.        |  |
| 19 nov.     | 6-2         | Urania-Montreux  | 2-0           | 17 mar.       |  |

| Andata (3ª) | Andata (3ª) | Terza giornata    | Ritorno (8ª) | Ritorno (8ª) |
|             |             |                   |              |              |
| 1 dic.      | 1-2         | Dopolavoro-Urania | 2-6          | 11 feb.      |
| 1 dic.      | 6-0         | Forwerd-Montreux  | 2-2          | 5 mag.       |
| 1 dic.      | 4-1         | Vevey-Monthey     | 6-0          | 17 mar.      |

| Andata (4ª) | Andata (4ª) | Quarta giornata    | Ritorno (9ª) | Ritorno (9ª) |  |
|             |             |                    |              |              |  |
| 10 dic.     | 3-4         | Monthey-Dopolavoro | 2-2          | 31 mar.      |  |
| 10 dic.     | 1-2         | Montreux-Vevey     | 1-10         | 31 mar.      |  |
| 14 gen.     | 3-1         | Urania-Forward     | 3-2          | 31 mar.      |  |

| Andata (5ª) | Andata (5ª) | Quinta giornata     | Ritorno (10ª) | Ritorno (10ª) |
|             |             |                     |               |               |
| 17 dic.     | 5-2         | Urania-Monthey      | 1-2           | 10 mar.       |
| 21 apr.     | 0-3         | Forward-Vevey       | 1-2           |               |
| 14 gen.     | 1-6         | Montreux-Dopolavoro | 2-4           |               |

## Secondo Girone

### Squadre partecipanti
| Club               | Stagione | Città             | Stadio               | Stagione precedente                                                         |
| ------------------ | -------- | ----------------- | -------------------- | --------------------------------------------------------------------------- |
| Berna              | dettagli | Berna             | Stadio Neufeld       | 8ª nel Gruppo Ovest in Prima Lega 1938-1939                                 |
| Bienne-Boujean     | dettagli | Bienne            | Stadio               | Neopromossa                                                                 |
| Cantonal Neuchâtel | dettagli | Neuchâtel         | Stadio               | 1ª nel Gruppo Ovest in Prima Lega 1938-1939 (perde lo spareggio promozione) |
| Étoile-Sporting    | dettagli | La Chaux-de-Fonds | Stade Les Foulets    | Neopromossa                                                                 |
| Friburgo           | dettagli | Friborgo          | Stadio Saint-Léonard | 3ª nel Gruppo Ovest in Prima Lega 1938-1939                                 |

### Classifica finale
|  | Pos. | Squadra            | Pt | G  | V | N | P | GF | GS | DR  |
|  | ---- | ------------------ | -- | -- | - | - | - | -- | -- | --- |
|  | 1.   | Friburgo           | 17 | 12 | 8 | 1 | 3 | 32 | 19 | +13 |
|  | 2.   | Berna              | 14 | 12 | 7 | 0 | 5 | 38 | 19 | +19 |
|  | 3.   | Cantonal Neuchâtel | 10 | 12 | 4 | 2 | 6 | 24 | 34 | -10 |
|  | 4.   | Bienne-Boujean     | 10 | 12 | 4 | 2 | 6 | 21 | 38 | -17 |
|  | 5.   | Étoile-Sporting    | 9  | 12 | 4 | 1 | 6 | 26 | 32 | -6  |

Legenda:

      Ammesso alla fase finale.
Note:

Due punti a vittoria, uno a pareggio, zero a sconfitta.

#### Tabellone
|                    | BER  | BBO  | CAN  | ETO  | FRI  | BER  | BBO  | CAN  | ETO  | FRI    |
| ------------------ | ---- | ---- | ---- | ---- | ---- | ---- | ---- | ---- | ---- | ------ |
| Berna              | –––– | 8-1  | 7-1  | 6-1  | 1-0  | –––– | 4-1  | 7-3  |      |        |
| Bienne-Boujean     | 2-1  | –––– | 1-0  | 5-3  | 3-2  |      | –––– | 1-5  |      | 2-2    |
| Cantonal Neuchâtel | 2-1  | 2-2  | –––– | 2-2  | 3-1  |      |      | –––– | 1-3  | 2-4    |
| Étoile-Sporting    | 0-2  | 2-1  | 2-3  | –––– | 2-3  | 3-0  | 6-1  |      | –––– |        |
| Friburgo           | 2-1  | 4-0  | 2-0  | 3-2  | –––– | 3-0  |      |      | 5-1  | ––––\| |

### Calendario
| Andata (1ª) | Andata (1ª)      | Prima giornata       | Ritorno (6ª) | Ritorno (6ª) |
|             |                  |                      |              |              |
| 19 nov.     | 8-1              | Berna-Bienne-Boujean | 1-2          | 17 mar.      |
| 19 nov.     | 2-2              | Cantonal-Etoile      | 3-2          | 21 apr.      |
| 19 nov.     | Riposa: Friburgo |                      |              |              |

| Andata (2ª) | Andata (2ª)            | Seconda giornata | Ritorno (7ª) | Ritorno (7ª) |
|             |                        |                  |              |              |
| 3 dic.      | 7-1                    | Berna-Cantonal   | 1-2          | 10 mar.      |
| 3 dic.      | 3-2                    | Friburgo-Etoile  | 3-2          | 31 mar.      |
| 3 dic.      | Riposa: Bienne-Boujean |                  |              |              |

| Andata (3ª) | Andata (3ª)   | Terza giornata        | Ritorno (8ª) | Ritorno (8ª) |  |
|             |               |                       |              |              |  |
| 10 dic.     | 2-1           | Etoile-Bienne-Boujean | 3-5          | 25 feb.      |  |
| 31 dic.     | 3-1           | Cantonal-Friburgo     | 0-2          | 25 feb.      |  |
| 31 dic.     | Riposa: Berna |                       |              |              |  |

| Andata (4ª) | Andata (4ª)    | Quarta giornata         | Ritorno (9ª) | Ritorno (9ª) |  |
|             |                |                         |              |              |  |
| 17 dic.     | 2-1            | Friburgo-Berna          | 0-1          | 3 mar.       |  |
| 17 dic.     | 1-0            | Bienne-Boujean-Cantonal | 2-2          | 3 mar.       |  |
| 17 dic.     | Riposa: Etoile |                         |              | 3 mar.       |  |

| Andata (5ª) | Andata (5ª)      | Quinta giornata         | Ritorno (10ª) | Ritorno (10ª) |
|             |                  |                         |               |               |
| 4 feb.      | 6-1              | Berna-Etoile            | 0-2           | 14 gen.       |
| 11 feb.     | 3-2              | Bienne-Boujean-Friburgo | 0-4           | 10 mar.       |
| 11 feb.     | Riposa: Cantonal |                         |               |               |

Calendario Terzo Incontro
| Data   | Data             | Terzo Incontro prima giornata | Risultato; | Risultato; |
|        |                  |                               |            |            |
| 5 mag. |                  | Berna-Bienne-Boujean          | 4-1        |            |
| 5 mag. |                  | Cantonal-Etoile               | 1-3        |            |
| 5 mag. | Riposa: Friburgo |                               |            |            |

| Data   | Data                   | Terzo Incontro Seconda giornata | Risultato | Risultato |
|        |                        |                                 |           |           |
| 7 apr. |                        | Berna-Cantonal                  | 7-3       |           |
| 7 apr. |                        | Friburgo-Etoile                 | 5-1       |           |
| 7 apr. | Riposa: Bienne-Boujean |                                 |           |           |

| Data    | Data          | Terzo Incontro Terza giornata | Risultato | Risultato |
|         |               |                               |           |           |
| 14 apr. |               | Etoile-Bienne-Boujean         | 6-1       |           |
| 14 apr. |               | Cantonal-Friburgo             | 2-4       |           |
| 14 apr. | Riposa: Berna |                               |           |           |

| Data    | Data           | Terzo Incontro Quarta giornata | Risultato | Risultato |
|         |                |                                |           |           |
| 16 giu. |                | Friburgo-Berna                 | 3-0       |           |
| 16 giu. |                | Bienne-Boujean-Cantonal        | 1-5       |           |
| 16 giu. | Riposa: Etoile |                                |           |           |

| Data    | Data             | Terzo Incontro Quinta giornata | Risultato | Risultato |
|         |                  |                                |           |           |
| 28 apr. |                  | Etoile-Berna                   | 3-0       |           |
| 28 apr. |                  | Bienne-Boujean-Friburgo        | 2-2       |           |
| 28 apr. | Riposa: Cantonal |                                |           |           |

## Terzo Girone

### Squadre partecipanti
| Club              | Stagione | Città      | Stadio                | Stagione precedente                          |
| ----------------- | -------- | ---------- | --------------------- | -------------------------------------------- |
| Aarau             | dettagli | Aarau      | Stadion Brügglifeld   | 10ª nel Gruppo Ovest in Prima Lega 1938-1939 |
| Basilea           | dettagli | Basilea    | Stadio St. Jakob-Park | 14ª in Lega Nazionale 1938-1939 (Retrocessa) |
| Birsfelden        | dettagli | Birsfelden | Stadio St. Jakob-Park | 7ª nel Gruppo Ovest in Prima Lega 1938-1939  |
| Concordia Basilea | dettagli | Basilea    | Stadio Rankhof        | 2ª nel Gruppo Est in Prima Lega 1938-1939    |
| Soletta           | dettagli | Soletta    | Stadion FC Solothurn  | 4ª nel Gruppo Ovest in Prima Lega 1938-1939  |

### Classifica finale
|  | Pos. | Squadra           | Pt | G  | V | N | P | GF | GS | DR  |
|  | ---- | ----------------- | -- | -- | - | - | - | -- | -- | --- |
|  | 1.   | Basilea           | 20 | 12 | 9 | 2 | 1 | 38 | 16 | +12 |
|  | 2.   | Aarau             | 15 | 12 | 7 | 1 | 4 | 37 | 26 | +11 |
|  | 3.   | Concordia Basilea | 9  | 12 | 4 | 1 | 7 | 26 | 32 | -6  |
|  | 4.   | Soletta           | 8  | 12 | 4 | 0 | 8 | 25 | 35 | -10 |
|  | 5.   | Birsfelden        | 8  | 12 | 4 | 0 | 8 | 14 | 31 | -17 |

Legenda:

      Ammesso alla fase finale.
Note:

Due punti a vittoria, uno a pareggio, zero a sconfitta.

### Risultati

#### Tabellone
|            | AAR  | BAS  | BIR  | CON  | SOL  | AAR  | BAS  | BIR  | CON  | SOL    |
| ---------- | ---- | ---- | ---- | ---- | ---- | ---- | ---- | ---- | ---- | ------ |
| Aarau      | –––– | 2-4  | 4-0  | 4-3  | 4-0  | –––– | 3-3  | 4-1  | 1-2  |        |
| Basilea    | 1-0  | –––– | 4-1  | 3-2  | 5-0  |      | –––– | 2-0  |      | 6-1    |
| Birsfelden | 3-5  | 0-1  | –––– | 4-1  | 0-1  |      |      | –––– | 3-2  |        |
| Concordia  | 3-2  | 1-6  | 4-1  | –––– | 3-1  |      | 1-1  |      | –––– | 3-4    |
| Soletta    | 5-6  | 5-2  | 0-1  | 3-1  | –––– | 1-2  |      | 4-1  |      | ––––\| |

### Calendario
| Andata (1ª) | Andata (1ª)     | Prima giornata    | Ritorno (6ª) | Ritorno (6ª) |
|             |                 |                   |              |              |
| 5 nov.      | 4-0             | Aarau-Birsfelden  | 5-3          | 19 mag.      |
| 10 dic.     | 3-1             | Soletta-Concordia | 1-3          | 31 mar.      |
| 10 dic.     | Riposa: Basilea |                   |              |              |

| Andata (2ª) | Andata (2ª)       | Seconda giornata   | Ritorno (7ª) | Ritorno (7ª) |  |
|             |                   |                    |              |              |  |
| 19 nov.     | 5-6               | Soletta-Aarau      | 0-4          | 10 mar.      |  |
| 11 feb.     | 0-1               | Birsfelden-Basilea | 1-4          | 10 mar.      |  |
| 11 feb.     | Riposa: Concordia |                    |              |              |  |

| Andata (3ª) | Andata (3ª)        | Terza giornata  | Ritorno (8ª) | Ritorno (8ª) |
|             |                    |                 |              |              |
| 3 dic.      | 5-0                | Basilea-Soletta | 2-5          | 3 mar.       |
| 3 dic.      | 3-2                | Concordia-Aarau | 3-4          | 7 apr.       |
| 3 dic.      | Riposa: Birsfelden |                 |              |              |

| Andata (4ª) | Andata (4ª)     | Quarta giornata      | Ritorno (9ª) | Ritorno (9ª) |
|             |                 |                      |              |              |
| 10 dic.     | 2-4             | Aarau-Basilea        | 0-1          | 31 mar.      |
| 3 mar.      | 4-1             | Concordia-Birsfelden | 1-4          | ? ?.         |
| 3 mar.      | Riposa: Soletta |                      |              |              |

| Andata (5ª) | Andata (5ª)   | Quinta giornata    | Ritorno (10ª) | Ritorno (10ª) |
|             |               |                    |               |               |
| 17 dic.     | 1-0           | Birsfelden-Soletta | 1-0           | 14 apr.       |
| 17 dic.     | 1-6           | Concordia-Basilea  | 2-3           | 18 feb.       |
| 17 dic.     | Riposa: Aarau |                    |               |               |

Calendario Terzo Incontro
| Data    | Data               | Terzo Incontro prima giornata | Risultato; | Risultato; |
|         |                    |                               |            |            |
| 14 apr. |                    | Aarau-Basilea                 | 3-3        |            |
| 30 giu. |                    | Concordia-Soletta             | 3-4        |            |
| 30 giu. | Riposa: Birsfelden |                               |            |            |

| Data    | Data            | Terzo Incontro Seconda giornata | Risultato | Risultato |
|         |                 |                                 |           |           |
| 28 apr. |                 | Aarau-Concordia                 | 1-2       |           |
| 28 apr. |                 | Basilea-Birsfelden              | 2-0       |           |
| 28 apr. | Riposa: Soletta |                                 |           |           |

| Data    | Data            | Terzo Incontro Terza giornata | Risultato | Risultato |
|         |                 |                               |           |           |
| 28 apr. |                 | Birsfelden-Concordia          | 3-2       |           |
| 28 apr. |                 | Soletta-Aarau                 | 1-2       |           |
| 28 apr. | Riposa: Basilea |                               |           |           |

| Data    | Data          | Terzo Incontro Quarta giornata | Risultato | Risultato |
|         |               |                                |           |           |
| 16 giu. |               | Concordia-Basilea              | 1-1       |           |
| 16 giu. |               | Soletta-Birsfelden             | 4-1       |           |
| 16 giu. | Riposa: Aarau |                                |           |           |

| Data    | Data              | Terzo Incontro Quinta giornata | Risultato | Risultato |
|         |                   |                                |           |           |
| 23 giu. |                   | Aarau-Birsfelden               | 4-1       |           |
| 23 giu. |                   | Basilea-Soletta                | 6-1       |           |
| 23 giu. | Riposa: Concordia |                                |           |           |

## Quarto Girone

### Squadre partecipanti
| Club                | Stagione | Città     | Stadio                | Stagione precedente                        |
| ------------------- | -------- | --------- | --------------------- | ------------------------------------------ |
| Blue Stars Zurigo   | dettagli | Zurigo    | Sportanlage Hardhof   | 8ª nel Gruppo Est in Prima Lega 1938-1939  |
| Brühl               | dettagli | San Gallo | Stadio                | 4ª nel Gruppo Est in Prima Lega 1938-1939  |
| SCI Juventus Zurigo | dettagli | Zurigo    | Stadio                | 10ª nel Gruppo Est in Prima Lega 1938-1939 |
| Zugo                | dettagli | Zugo      | Stadion Herti Allmend | Neopromosso                                |
| Zurigo              | dettagli | Zurigo    | Stadio Letzigrund     | 5ª nel Gruppo Est in Prima Lega 1938-1939  |

### Classifica finale
|  | Pos. | Squadra             | Pt | G  | V | N | P | GF | GS | DR  |
|  | ---- | ------------------- | -- | -- | - | - | - | -- | -- | --- |
|  | 1.   | Brühl               | 19 | 12 | 8 | 3 | 1 | 31 | 15 | +16 |
|  | 2.   | Zugo                | 12 | 12 | 6 | 0 | 6 | 27 | 49 | -22 |
|  | 3.   | Zurigo              | 11 | 12 | 4 | 3 | 5 | 39 | 25 | +14 |
|  | 4.   | Blue Stars Zurigo   | 10 | 12 | 4 | 2 | 6 | 35 | 27 | +8  |
|  | 5.   | SCI Juventus Zurigo | 8  | 12 | 3 | 2 | 7 | 19 | 35 | -16 |

Legenda:

      Ammesso alla fase finale.
Note:

Due punti a vittoria, uno a pareggio, zero a sconfitta.

### Risultati

#### Tabellone
|              | BST  | BRU  | SJU  | ZUG  | ZUR  | BTS  | BRU  | SJU  | ZUG  | ZUR    |
| ------------ | ---- | ---- | ---- | ---- | ---- | ---- | ---- | ---- | ---- | ------ |
| Blue Stars   | –––– | 4-0  | 6-0  | 2-3  | 2-4  | –––– | -    | 1-2  | -    |        |
| Brühl        | 0-0  | –––– | 0-0  | 4-2  | 3-1  | 7-3  | –––– | -    | 6-0  | 2-2    |
| SCI Juventus | 1-3  | 0-1  | –––– | 4-1  | 3-1  |      | 2-5  | –––– | -    |        |
| Zugo         | 1-4  | 0-1  | 3-1  | –––– | 6-3  | 3-2  | -    | 6-5  | –––– | 1-0    |
| Zurigo       | 3-3  | 1-2  | 1-1  | 13-1 | –––– | 3-1  |      | 7-0  |      | ––––\| |

### Calendario
| Andata (1ª) | Andata (1ª)          | Prima giornata   | Ritorno (6ª) | Ritorno (6ª) |
|             |                      |                  |              |              |
| 5 nov.      | 4-0                  | Blue Stars-Brühl | 0-0          | 14 apr.      |
| 5 nov.      | 13-1                 | Zurigo-Zugo      | 3-6          | 21 gen.      |
| 5 nov.      | Riposa: SCI Juventus |                  |              |              |

| Andata (2ª) | Andata (2ª)   | Seconda giornata    | Ritorno (7ª) | Ritorno (7ª) |
|             |               |                     |              |              |
| 19 nov.     | 3-1           | SCI Juventus-Zurigo | 1-1          | 25 feb.      |
| 19 nov.     | 1-8           | Zugo-Blue Stars     | 3-2          | 3 mar.       |
| 19 nov.     | Riposa: Brühl |                     |              | 3 mar.       |

| Andata (3ª) | Andata (3ª)  | Terza giornata     | Ritorno (8ª) | Ritorno (8ª) |
|             |              |                    |              |              |
| 3 dic.      | 0-1          | CSI Juventus-Brühl | 0-0          | 21 apr.      |
| 10 mar.     | 3-3          | Zurigo-Blue Stars  | 4-2          | 17 mar.      |
| 10 mar.     | Riposa: Zugo |                    |              |              |

| Andata (4ª) | Andata (4ª)    | Quarta giornata         | Ritorno (9ª) | Ritorno (9ª) |
|             |                |                         |              |              |
| 10 dic.     | 6-0            | Blue Stars-CSI Juventus | 3-1          | 7 apr.       |
| ?           | 0-1            | Zugo-Brühl              | 2-4          | 28 apr.      |
| ?           | Riposa: Zurigo |                         |              |              |

| Andata (5ª) | Andata (5ª)        | Quinta giornata   | Ritorno (10ª) | Ritorno (10ª) |
|             |                    |                   |               |               |
| 14 gen.     | 3-1                | Zugo-CSI Juventus | 1-4           | 31 mar.       |
| 3 mar.      | 1-2                | Zurigo-Brühl      | 1-3           | 7 apr.        |
| 3 mar.      | Riposa: Blue Stars |                   |               |               |

Calendario Terzo Incontro
| Data    | Data              | Terzo Incontro prima giornata | Risultato; | Risultato; |
|         |                   |                               |            |            |
| 28 apr. |                   | Zurigo-CSI Juventus           | 7-0        |            |
| 30 giu. |                   | Brühl-Zugo                    | 6-0        |            |
| 30 giu. | Riposa:Blue Stars |                               |            |            |

| Data   | Data                 | Terzo Incontro Seconda giornata | Risultato | Risultato |
|        |                      |                                 |           |           |
| 5 mag. |                      | Zugo-Zurigo                     | 1-0       |           |
| 9 giu. |                      | Brühl-Blue Stars                | 7-3       |           |
| 9 giu. | Riposa: CSI Juventus |                                 |           |           |

| Data    | Data         | Terzo Incontro Terza giornata | Risultato | Risultato |
|         |              |                               |           |           |
| 19 mag. |              | Blue Stars-CSI Juventus       | 1-2       |           |
| 23 giu. |              | Brühl-Zurigo                  | 2-2       |           |
| 23 giu. | Riposa: Zugo |                               |           |           |

| Data    | Data          | Terzo Incontro Quarta giornata | Risultato | Risultato |
|         |               |                                |           |           |
| 16 giu. |               | CSI Juventus-Brühl             | 2-5       |           |
| 16 giu. |               | Zugo-Blue Stars                | 3-2       |           |
| 16 giu. | Riposa:Zurigo |                                |           |           |

| Data    | Data          | Terzo Incontro Quinta giornata | Risultato | Risultato |
|         |               |                                |           |           |
| 14 apr. |               | Zugo-CSI Juventus              | 6-5       |           |
| 21 apr. |               | Zurigo-Blue Stars              | 3-1       |           |
| 21 apr. | Riposa: Brühl |                                |           |           |

## Quinto Girone

### Squadre partecipanti
| Club       | Stagione | Città      | Stadio                        | Stagione precedente                       |
| ---------- | -------- | ---------- | ----------------------------- | ----------------------------------------- |
| Bellinzona | dettagli | Bellinzona | Stadio comunale di Bellinzona | 3ª nel Gruppo Est in Prima Lega 1938-1939 |
| Chiasso    | dettagli | Chiasso    | Stadio Campo di via Comacini  | 9ª nel Gruppo Est in Prima Lega 1938-1939 |
| Locarno    | dettagli | Locarno    | Stadio del Lido               | 6ª nel Gruppo Est in Prima Lega 1938-1939 |

### Classifica finale
|  | Pos. | Squadra    | Pt | G | V | N | P | GF | GS | DR  |
|  | ---- | ---------- | -- | - | - | - | - | -- | -- | --- |
|  | 1.   | Bellinzona | 11 | 6 | 5 | 1 | 0 | 23 | 7  | +16 |
|  | 2.   | Chiasso    | 6  | 7 | 3 | 0 | 4 | 14 | 28 | -14 |
|  | 3.   | Locarno    | 3  | 7 | 1 | 1 | 5 | 18 | 20 | -2  |

Legenda:

      Ammesso alla fase finale.
Note:

Due punti a vittoria, uno a pareggio, zero a sconfitta.

### Risultati

#### Tabellone
|            | BEL  | CHI  | LOC  | BEL  | CHI  | LOC  |
| ---------- | ---- | ---- | ---- | ---- | ---- | ---- |
| Bellinzona | –––– | 4-0  | 4-1  | –––– | 5-1  | n.d. |
| Chiasso    | 2-5  | –––– | 4-1  | n.d. | –––– | 4-1  |
| Locarno    | 2-5  | 1-2  | –––– | 1-1  | 11-1 | –––– |

### Calendario
- Le ultime due giornate non si disputarono in quanto ininfluenti al fine di stabilire la squadra classificata alla fase finale.

| Andata (1ª) | Andata (1ª)     | Prima giornata     | Ritorno (4ª) | Ritorno (4ª) |
|             |                 |                    |              |              |
| 5 nov.      | 4-1             | Bellinzona-Locarno | 4-2          | 31 mar.      |
| 5 nov.      | Riposa: Chiasso |                    |              | 31 mar.      |

| Andata (2ª) | Andata (2ª)     | Seconda giornata   | Ritorno (5ª) | Ritorno (5ª) |
|             |                 |                    |              |              |
| 19 nov.     | 2-5             | Chiasso-Bellinzona | 0-4          | 21 gen.      |
| 19 nov.     | Riposa: Locarno |                    |              | 21 gen.      |

| Andata (3ª) | Andata (3ª)        | Terza giornata  | Ritorno (6ª) | Ritorno (6ª) |
|             |                    |                 |              |              |
| 3 dic.      | 1-2                | Locarno-Chiasso | 1-4          | 7 apr.       |
| 3 dic.      | Riposa: Bellinzona |                 |              | 7 apr.       |

| Andata (4ª) | Andata (4ª)     | Quarta giornata    | Ritorno (7ª) | Ritorno (7ª) |
|             |                 |                    |              |              |
| 14 gen.     | 1-1             | Locarno-Bellinzona | n.d.         |              |
| 14 gen.     | Riposa: Chiasso |                    |              |              |

| Andata (5ª) | Andata (5ª)     | Quinta giornata    | Ritorno (8ª) | Ritorno (8ª) |
|             |                 |                    |              |              |
| 14 apr.     | 5-1             | Bellinzona-Chiasso | n.d.         |              |
| 14 apr.     | Riposa: Locarno |                    |              |              |

| Andata (6ª) | Andata (6ª)        | Sesta giornata  | Ritorno (9ª) | Ritorno (9ª) |
|             |                    |                 |              |              |
| 28 apr.     | 11-1               | Locarno-Chiasso | 1-4          |              |
| 28 apr.     | Riposa: Bellinzona |                 |              |              |

## Fase Finale
- Partecipano le cinque squadre vincitrici dei rispettivi gironi.

## Vincitori Gironi 1 e 2
|              |     |          | Città e data            |
| ------------ | --- | -------- | ----------------------- |
| Vevey-Sports | 0-3 | Friborgo | Vevey, 30 giugno 1940   |
| Friborgo     | 2-1 | Vevey    | Friborgo, 7 luglio 1940 |

## Vincitori Gironi 3, 4 e 5
|            |     |            | Città e data               |
| ---------- | --- | ---------- | -------------------------- |
| Bruhl      | 2-2 | Basilea    | San Gallo, 7 luglio 1940   |
| Bellinzona | 1-3 | Bruhl      | Bellinzona, 14 luglio 1940 |
| Basilea    | 4-1 | Bellinzona | Basilea, 21 luglio 1940    |
| Basilea    | 2-0 | Bruhl      | Basilea, 28 luglio 1940    |

## Finali
|          |     |          | Città e data            |
| -------- | --- | -------- | ----------------------- |
| Friborgo | 4-0 | Basilea  | Friborgo, 4 agosto 1940 |
| Basilea  | 4-2 | Friborgo | Basilea, 11 agosto 1940 |
| Basilea  | 2-1 | Friborgo | Berna, 18 agosto 1940   |

## Verdetti finali
- FC Basilea Campione di Prima Lega.
- Nessuna retrocessione.